# Estação Entre Ríos - Rodolfo Walsh
A Estação Entre Ríos - Rodolfo Walsh é uma das estações do Metro de Buenos Aires, situada em Buenos Aires, entre a Estação San José e a Estação Pichincha. Faz parte da Linha E.
Foi inaugurada em 20 de junho de 1944. Localiza-se no cruzamento da Avenida San Juan com a Avenida Entre Ríos. Atende os bairros de Constitución e San Cristóbal.